# Dunc Gray
Dunc Gray, pseudonimo di Edgar Laurence Gray (Goulburn, 17 luglio 1906 – Kiama, 30 agosto 1996), è stato un pistard australiano.

## Biografia
Ha vinto la medaglia d'oro olimpica alle Olimpiadi 1932 di Los Angeles nella gara chilometro da fermo e precedentemente la medaglia di bronzo olimpica alle Olimpiadi 1928 di Amsterdam anche in questo caso nella categoria chilometro da fermo.
Ha partecipato anche alle Olimpiadi 1936.